# Epigynopteryx craspigonia
Epigynopteryx craspigonia là một loài bướm đêm trong họ Geometridae.